# Sucumin
Sucumin – wieś kociewska na Pojezierzu Starogardzkim w Polsce położona w województwie pomorskim, w powiecie starogardzkim, w gminie Starogard Gdański przy drodze krajowej nr 22.
W latach 1975–1998 miejscowość administracyjnie należała do województwa gdańskiego.

## Zabytki

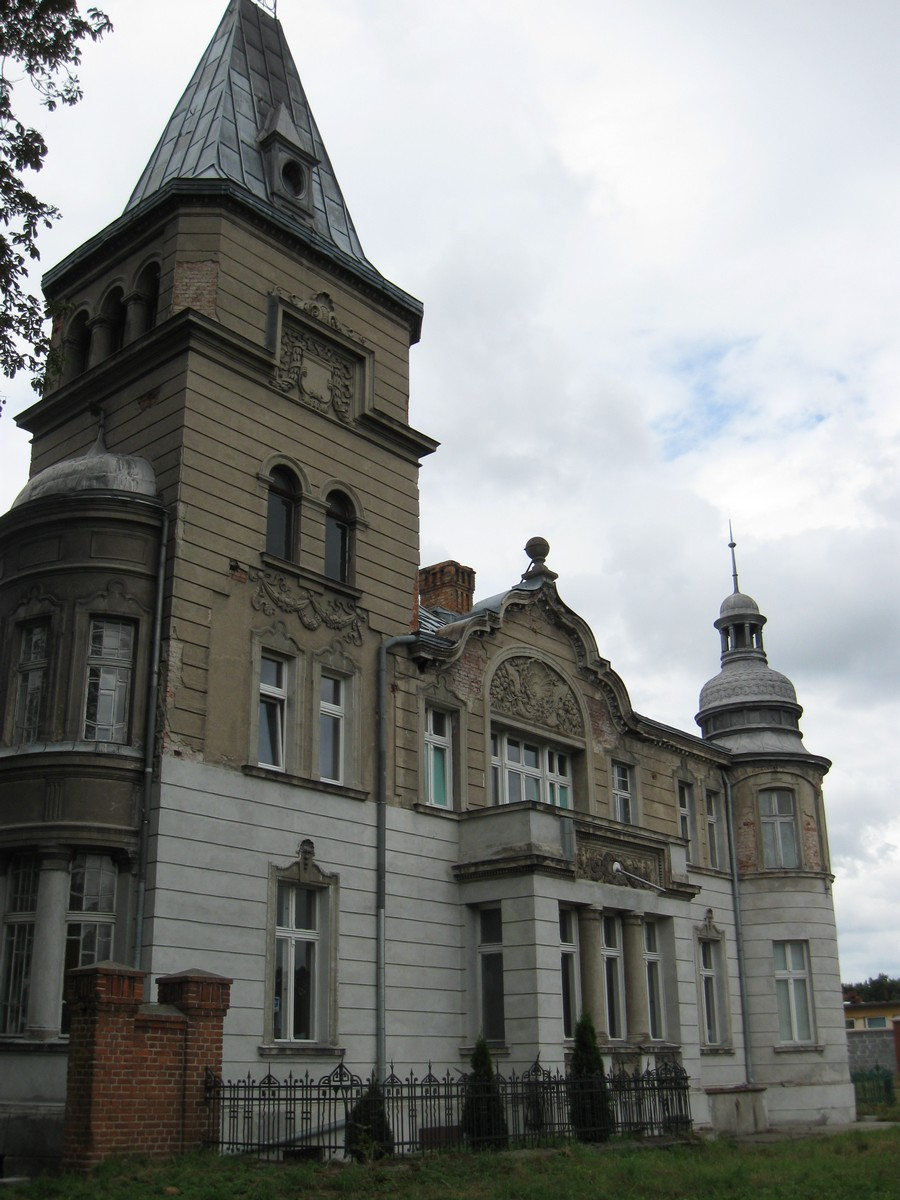
Pałac

Według rejestru zabytków NID na listę zabytków wpisany jest zespół pałacowy i folwarczny, XIX, nr rej.: A-861 z 25.04.1977:
- pałac
- park
- folwark:
  - dom zarządcy
  - spichrz
  - gorzelnia
  - 2 stajnie.

Eklektyczny pałac wzniesiony w latach 1860–1890 na fundamentach gotyckiego założenia łączy elementy stylu neobarokowego i neoklasycystycznego z wczesną secesją niemiecką. Część wschodnia piętrowa, oflankowana wieżyczkami, czworoboczną i owalną, z hełmem kopułowym podwyższonym latarenką Część zachodnia parterowa, na wysokim podpiwniczeniu, kryje dworską kaplicę. Przed II wojną światową należał do niemieckiej rodziny Wiechertów. Po wojnie pałac został znacjonalizowany i urządzono w nim mieszkania dla robotników z pobliskiego PGR. W 2007 r. pałac kupił od gminy łódzki antykwariusz i przedsiębiorca Konrad Ber.